# Przewodów
Przewodow je selo u administrativnom okrugu Gmina Dołhobyczów, u okrugu Hrubieszów, Lublinsko vojvodstvo, u istočnoj Poljskoj, blizu granice s Ukrajinom. Nalazi se oko 15 kilometara jugozapadno od Dołhobyczówa, 39 km južno od Hrubieszówa i 129 km jugoistočno od regionalnog glavnog grada Lublina. Selo se nalazi u povijesnoj regiji Galiciji.
U naselju je 2021. godine živjelo 413 stanovnika.

## Eksplozija projektila 2022.
Dana 15. studenog 2022. dvije su rakete pogodile teritorij Poljske kod sela Przewodów blizu granice s Ukrajinom.
Incident se dogodio tijekom većeg napada Rusije na ukrajinske gradove i energetske objekte.
Bio je to prvi incident slijetanja i eksplozije projektila unutar teritorija NATO-a tijekom ruske invazije na Ukrajinu 2022. Poljske sigurnosne službe provele su noć 15./16. studenoga u utvrđivanju uzroka eksplozija.
Ubrzo nakon incidenta pojavila su se proturječna izvješća o podrijetlu i prirodi eksplozija. Poljsko ministarstvo vanjskih poslova izjavilo je da su projektili "proizvedeni u Rusiji". Andrés Gannon, sigurnosni stručnjak u think tanku Council on Foreign Relationsu, spekulirao je da bi projektili mogli biti iz sustava S-300. S-300 koristile su obje strane tijekom invazije i kao projektile zemlja-zrak i zemlja-zemlja. Mariusz Gierszewski, poljski reporter Radija ZET, izvijestio je izvore koji tvrde da su projektili ostaci oborene rakete.
Američki predsjednik Joe Biden, govoreći sa summita G20 na Baliju, izjavio je da projektili možda nisu ispaljeni iz Rusije.
Početne procjene Sjedinjenih Američkih Država pokazale su da je projektil vjerojatno bio projektil protuzračne obrane koji su ispalile ukrajinske snage.
Magnetske anomalije oko vremena događaja sugeriraju prisutnost dviju raketa, od kojih jedna ima magnetski potpis blizu krstareće rakete Kalibr. Nekoliko korisnika Twittera također je primijetilo da geografska širina Kijeva i dužina Lavova zajedno čine koordinate vrlo bliske onima u Przewodówu. To bi moglo upućivati na pogrešku u unosu koordinata za krstareću raketu koja je izvorno trebala gađati Lavov ili Kijev.